# スティショバイト
スティショバイト（stishovite、スティショフ石）は、鉱物の一種。化学組成は SiO2（二酸化ケイ素）、結晶系は正方晶系。地表では存在が稀であるが、マントル遷移層から下部マントル程度の高圧条件下では二酸化ケイ素はスティショバイト構造をとると考えられている。
隕石が地表に衝突した際にも生成する。例えば、1962年にバリンジャー隕石孔から発見されている
。
名前は、1961年に実験でスティショバイトを生み出したロシアの実験物理学者 Sergey M. Stishov にちなむ。

## 性質・特徴
石英を含んだ岩石への超高速度隕石衝突の影響によって、非常に高い衝撃圧（100kbar = 10GPa以上）と高温（1,200℃以上）で形成される、二酸化ケイ素の結晶形の一つ。
ケイ素原子は非常な高圧下では6個の酸素原子が配位した八面体構造をとることもある。1961年にソ連のS.M.StishovとS.V.Popovaが1200 ℃、160 kbarという条件下で人工的な合成に成功したのがスティショバイトである。
硬度
長い間、最も硬い酸化物（ヴィッカース硬度30GPa）とされてきたが、2002年に亜酸化硼素(ヴィッカース硬度30～45GPa)が見つかったことから座を明け渡した。
超硬度材料として切削工具に利用される炭化タングステンよりも硬いことはわかっていたが割れやすいため、これらの用途には通常使用が考えられてこなかった。しかし、ナノ多結晶スティショバイトセラミックの割れにくさの指標（破壊靭性）が10～13 MPa · m1/2という高い結果を示し割れにくいことが判明したことから、性質の解明と応用が考えられている。
フッ化水素
フッ化水素と反応しないことから、石英と分離する際に使用される。